# Georg von Haslingen
Georg Graf von Haslingen (* 3. Oktober 1852 in Görlitz; † 3. Januar 1928) war ein preußischer Generalleutnant.

## Leben

### Herkunft
Er war der Sohn der preußischen Majors Alexander Tobias Graf von Haslingen (1816–1890) und dessen Ehefrau Helene Louise, geborene von Ziegler und Klipphausen (1831–1882).

### Militärkarriere
Haslingen trat am 7. April 1870 als charakterisierter Fähnrich in das Schleswig-Holsteinische Infanterie-Regiment Nr. 86 der Preußischen Armee ein. Mit diesem Verband nahm er 1870/71 während des Krieges gegen Frankreich an den Kämpfen bei Beaumont, Sedan und Paris teil. Zwischenzeitlich Ende Oktober 1870 zum Sekondeleutnant befördert, wurde Haslingen für sein Verhalten mit dem Eisernen Kreuz II. Klasse ausgezeichnet.
Am 1. August 1875 wurde er als Erzieher in das Kadettenhaus Plön versetzt. Daran schlossen sich in gleicher Funktion Verwendungen in den Kadettenhäusern in Wahlstatt und Berlin an. Als Premierleutnant folgte am 13. Mai 1882 seine Versetzung zum Kommando des Kadettenkorps und hier fungierte Haslingen von April 1883 bis Dezember 1884 als 2. Adjutant des Kommandeurs. Anschließend wurde er in das 3. Thüringische Infanterie-Regiment Nr. 71 versetzt, im April 1885 zum überzähligen Hauptmann befördert und am 23. Februar 1886 zum Chef der 9. Kompanie in Erfurt ernannt. Von Mitte April 1890 bis Ende September 1891 war Haslingen zum Lehr-Infanterie-Bataillon kommandiert. Ende März avancierte er zum Major und wurde am 14. September 1893 Kommandeur des IV. Bataillons. Am 27. Januar 1895 wurde Haslingen in das 1. Garde-Regiment zu Fuß versetzt und am 1. April 1897 unter Stellung à la suite des Regiments zum Kommandeur des Lehr-Infanterie-Bataillons ernannt. In dieser Stellung erfolgte am 18. August 1898 seine Beförderung zum Oberstleutnant. Am 22. Juli 1900 beauftragte man ihn mit der Führung des 3. Garde-Regiments zu Fuß und mit der Beförderung zum Oberst am 18. Januar 1901 wurde er zum Regimentskommandeur ernannt. Haslingen wurde dann am 1. Mai 1904 nach Oldenburg versetzt und mit der Führung der dort stationierten 37. Infanterie-Brigade beauftragt. Mit der Beförderung zum Generalmajor kommandierte Haslingen vom 14. Juni 1904 bis zum 14. September 1905 diesen Großverband. Anschließend ernannte man ihn zum Kommandeur des Kadettenkorps und am 27. Januar 1908 erhielt Haslingen den Charakter als Generalleutnant. In Genehmigung seines Abschiedsgesuches wurde er am 9. September 1908 mit der gesetzlichen Pension zur Disposition gestellt.
Haslingen war Inhaber des Roten Adlerordens II. Klasse mit Eichenlaub sowie des Sterns zum Kronenorden II. Klasse.

## Familie
Graf Haslingen war seit 1883 zu Münster mit der Offizierstochter Elisabeth von Kettler verheiratet, sie hatten eine Tochter. Nachfahren seines evangelischen Familienzweiges war sein Bruder Amtsmann a. D. Gotthardt von Haslingen. Gotthardt war mit Eugenie Moerman liiert, zwei Töchter, ein Sohn. Der Bruder Franz von Haslingen, Oberst a. D., war verheiratet mit Elisabeth von Estorff, auch sie hatten eine Tochter Erdmuthe.   

## Schriften
- Geschichte des Kadettenhauses in Potsdam. E. S. Mittler & Sohn, Berlin 1906.